# Véronique Vendell
Claude Marie Rose Duraffourd, connue sous le nom de scène Véronique Vendell (née le 21 juillet 1942 à Lodève) est une actrice française .

## Biographie
Le 21 Juillet 1942 naît à  Lodève (Hérault)  Claude Marie Rose Duraffourd, future Vendell, dans une famille de médecins. celle qui optera pour le surnom de Véronique Vendell à trois frères. Deux suivront la voie familiale un autre deviendra peintre.
Elle débarque à Paris avec son look de "Pin-up" directement inspiré par Brigitte Bardot mâtiné d’un zeste de Marilyn Monroe et d’un soupçon de Jayne Mansfield, Véronique se lance à l’assaut des festivals de cinéma avec une régularité et une détermination touchantes. Elle est bien sûr toute de blondeur et de sourires et il va sans dire, engoncée dans les robes les plus révélatrices possibles.
Véronique débarquera toujours à Cannes en chemisier transparent comme s’il s’agissait d’un sésame pour le haut de l’affiche. Elle débute rapidement au théâtre du Gymnase avec « Adieu Prudence » et tournait « Rencontres » au cinéma. Les journaux publient  les photos de ses minuscules bikinis, matière pour alimenter la flopée d’hebdomadaires consacrés au cinéma en demande constante d’informations  creuses pour boucler les magazines en question. Les championnes du genre étant Jayne Mansfield, Elaine Stewart et Corinne Calvet, Véronique ne sera pas en reste. Elle tourna pourtant, et sa filmographie est consistante. Ainsi, si elle commence à tourner dans « Les Amours Célèbres » entre Edwige Feuillère, Annie Girardot et Marie Laforêt, elle n’apparaît qu’un furtif instant. Ce cinéma sera moins tendre avec Véronique que ce que l’on appelle pas encore la presse people, mais elle pourra néanmoins tourner pour de grands noms grâce essentiellement à l’Italie. Dans « Je La Connaissais Bien » (Lo La Conoscevo Bene ) en 1965 elle semble déjà se parodier elle-même. Portant une robe en lamé décolletée jusqu’au bas des reins et qu’on la verra trimballer dans pas mal de festivals, elle est coiffée d’un chignon-choucroute blond platine que l’on semble avoir fignolé à l’explosif. Ce qui avec le recul lui donne un côté assez punk! Elle est une starlette invitée dans une soirée privée et n’a qu’une seule réplique « Oh oui j’ai fait du cinéma. Une publicité pour un rouge à lèvres. Que ma bouche mais sur écran géant de cinq mètres sur dix! » Ce à quoi un finaud lui répond « Faites plutôt des publicités pour les petites culottes! ».,
Elle fut aussi de quelques aventures américaines, notamment avec « La Nuit Des Généraux » où elle faisait partie du « contingent français » avec Philippe Noiret, Juliette Gréco et Pierre Mondy. Mais hélas, Véronique va encore manquer de chance. Alors qu’elle est attendue comme une véritable révélation à la première du film à New York, les conditions climatiques sont désastreuses; Son avion arrive très en retard et non seulement elle rate la cérémonie mais elle se retrouve bloquée à l’aéroport dans un New-York paralysé par une tempête de neige! Pas un taxi à l’horizon pour l’amener à son hôtel à défaut de l’amener jusqu’à la convoitise des photographes new-yorkais... Elle gardera malgré tout un bon souvenir de l’Amérique, visitera Washington et Hollywood en touriste et commentera à son retour « Les Américains sont formidables, ils admirent les femmes et les désirent en les respectant, on se sent sur un piédestal »
Ainsi, même si ses rôles furent courts, sa technique aura été malgré tout payante, Véronique put tourner pour Ettore Scola, Dino Risi, Roger Vadim, Luchino Visconti, Sam Peckinpah...

## Filmographie
- 1961 : Les Amours célèbres de Michel Boisrond (sketch Les Comédiennes)
- 1961 : Les Menteurs de Edmond T. Gréville
- 1962 : Snobs ! de Jean-Pierre Mocky
- 1962 : Rencontres de Philippe Agostini
- 1963 : Landru de Claude Chabrol
- 1964 : Becket - (Becket) de Peter Glenville
- 1964 : Dalia Vehamalahim - (Dalia and the sailors) de Menahem Golan
- 1964 : Victim Five de Robert Lynn
- 1965 : L'Homme de Mykonos de René Gainville
- 1965 : Je la connaissais bien - (Io la conoscevo bene) de Antonio Pietrangeli
- 1965 : Play-Boy Party - (L'ombrellone) de Dino Risi
- 1965 : Quand passent les faisans d'Édouard Molinaro
- 1966 : Martin soldat de Michel Deville
- 1966 : La Nuit des généraux d'Anatole Litvak
- 1966 : Les Sorcières (Le streghe) de Luchino Visconti, sketch La Sorcière brûlée vive (La strega bruciata viva)
- 1966 : La Tour de Nesle de François Legrand alias Franz Antel
- 1967 : Barbarella de Roger Vadim
- 1968 : Mayerling de Terence Young
- 1968 : Les Aventures du brigadier Gérard (The Adventures of Gerard) de Jerzy Skolimowski
- 1969 : Die jungen Tiger von Hongkong (de) d'Ernst Hofbauer
- 1969 : Le Commissaire Pepe (Il commissario Pepe) d'Ettore Scola
- 1969 : Je couche avec mon assassin (Ich schlafe mit meinem Mörder) de Wolfgang Becker
- 1969 : Une poule, un train... et quelques monstres (Vedo nudo), de Dino Risi
- 1970 : Une pucelle en or (de) (Hilfe, mich liebt eine Jungfrau) d'Arthur Maria Rabenalt
- 1970 : Miracle à l'italienne (Per grazia ricevuta) de Nino Manfredi
- 1971 : Que font ces dames quand leurs maris bossent ? (de)  (Der neue heiße Sex-Report – Was Männer nicht für möglich halten) d'Ernst Hofbauer
- 1971 : Super Témoin (La supertestimone) de Franco Giraldi
- 1971 : L'Amour en vacances (Urlaubsreport – Worüber Reiseleiter nicht sprechen dürfen) d'Ernst Hofbauer
- 1972 : Une Chinoise aux nerfs d'acier (Das Mädchen von Hong Kong) de Jürgen Roland
- 1973 : Salopards en enfer (de) (Zinksärge für die Goldjungen) de Jürgen Roland
- 1977 : Croix de fer (Cross of Iron) de Sam Peckinpah
- 1979 : La Percée d'Avranches (Steiner - Das Eiserne Kreuz, 2. Teil) d'Andrew V. McLaglen

## Théâtre
- 1961 : Adieu prudence de Leslie Stevens, mise en scène Jacques Mauclair, Théâtre du Gymnase
- 1963 : Adieu prudence de Leslie Stevens, mise en scène Jacques Mauclair, Théâtre des Ambassadeurs
- 1965 : Après la chute (After the Fall) d'Arthur Miller, mise en scène de Luchino Visconti, Théâtre du Gymnase